# Étricourt-Manancourt
Étricourt-Manancourt és un municipi francès situat al departament del Somme i a la regió dels Alts de França. L'any 2007 tenia 466 habitants.

## Demografia

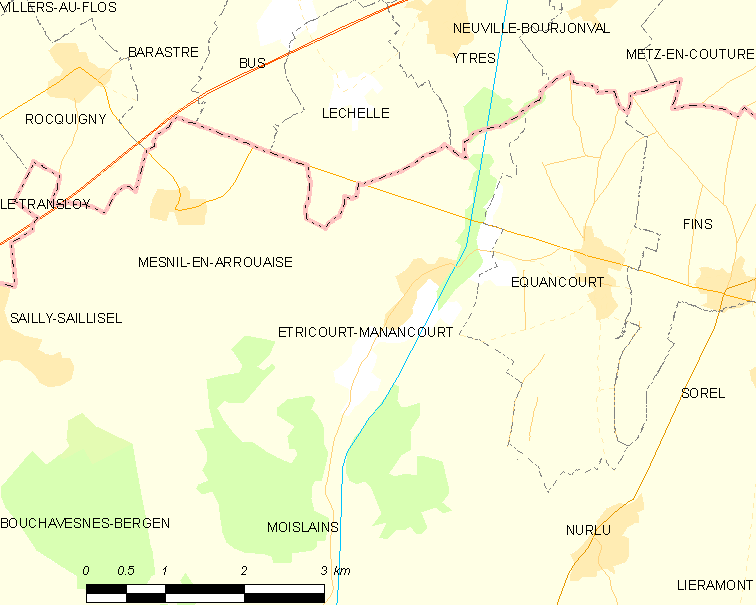
Mapa del municipi

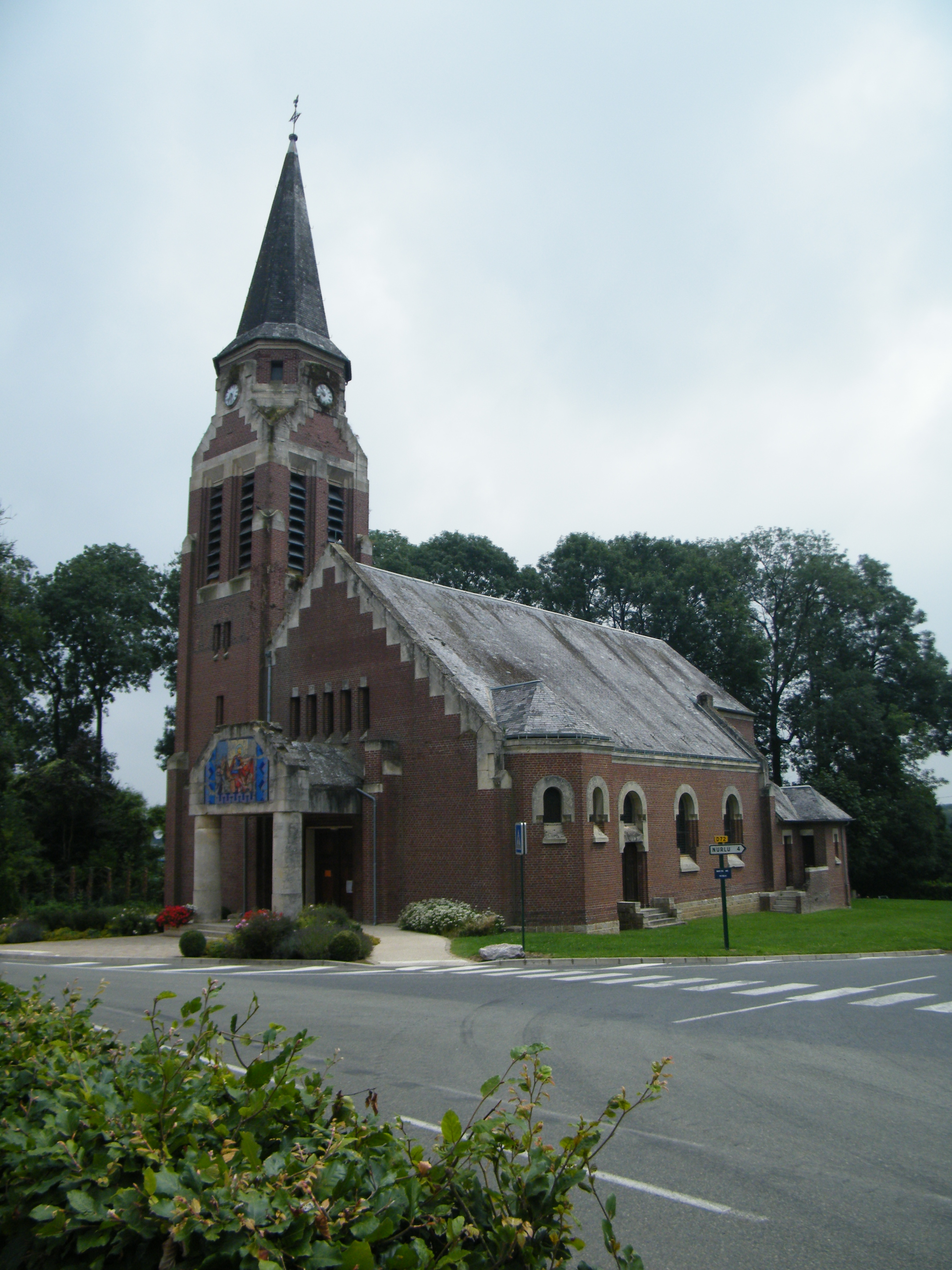
Església

### Població
El 2007 la població de fet d'Étricourt-Manancourt era de 466 persones. Hi havia 181 famílies de les quals 41 eren unipersonals (15 homes vivint sols i 26 dones vivint soles), 70 parelles sense fills, 52 parelles amb fills i 18 famílies monoparentals amb fills.
La població ha evolucionat segons el següent gràfic:
Habitants censats

### Habitatges
El 2007 hi havia 228 habitatges, 186 eren l'habitatge principal de la família, 18 eren segones residències i 24 estaven desocupats. 226 eren cases i 2 eren apartaments. Dels 186 habitatges principals, 160 estaven ocupats pels seus propietaris, 16 estaven llogats i ocupats pels llogaters i 10 estaven cedits a títol gratuït; 6 tenien dues cambres, 29 en tenien tres, 50 en tenien quatre i 102 en tenien cinc o més. 140 habitatges disposaven pel capbaix d'una plaça de pàrquing. A 75 habitatges hi havia un automòbil i a 83 n'hi havia dos o més.

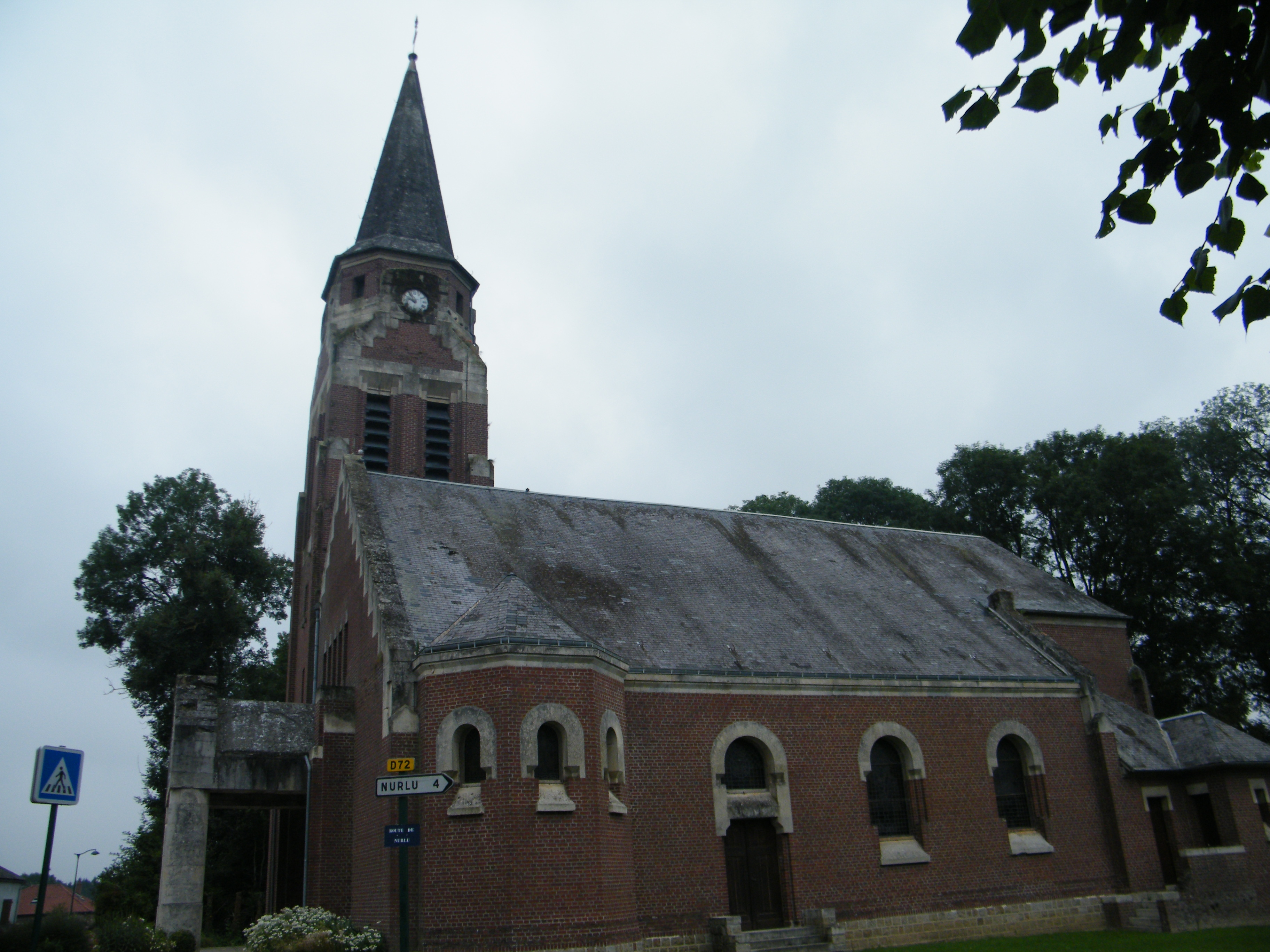

### Piràmide de població
La piràmide de població per edats i sexe el 2009 era:
| Homes | Edats   | Dones |
| ----- | ------- | ----- |
| 0     | 95 o +  | 0     |
| 0     | 90 a 94 | 8     |
| 4     | 85 a 89 | 16    |
| 0     | 80 a 84 | 8     |
| 16    | 75 a 79 | 8     |
| 8     | 70 a 74 | 8     |
| 12    | 65 a 69 | 20    |
| 16    | 60 a 64 | 8     |
| 0     | 55 a 59 | 16    |
| 16    | 50 a 54 | 4     |
| 20    | 45 a 49 | 16    |
| 12    | 40 a 44 | 8     |
| 0     | 35 a 39 | 4     |
| 20    | 30 a 34 | 8     |
| 16    | 25 a 29 | 12    |
| 12    | 20 a 24 | 16    |
| 20    | 15 a 19 | 8     |
| 16    | 10 a 14 | 0     |
| 0     | 5 a 9   | 8     |
| 16    | 0 a 4   | 20    |

## Economia
El 2007 la població en edat de treballar era de 303 persones, 213 eren actives i 90 eren inactives. De les 213 persones actives 182 estaven ocupades (105 homes i 77 dones) i 31 estaven aturades (15 homes i 16 dones). De les 90 persones inactives 45 estaven jubilades, 20 estaven estudiant i 25 estaven classificades com a «altres inactius».

### Ingressos
El 2009 a Étricourt-Manancourt hi havia 192 unitats fiscals que integraven 474 persones, la mediana anual d'ingressos fiscals per persona era de 16.566 €.

### Activitats econòmiques
Dels 16 establiments que hi havia el 2007, 1 era d'una empresa de fabricació d'altres productes industrials, 3 d'empreses de construcció, 5 d'empreses de comerç i reparació d'automòbils, 3 d'empreses de transport, 1 d'una empresa d'hostatgeria i restauració, 1 d'una empresa d'informació i comunicació, 1 d'una empresa de serveis i 1 d'una entitat de l'administració pública.
Dels 7 establiments de servei als particulars que hi havia el 2009, 1 era una oficina de correu, 1 taller de reparació d'automòbils i de material agrícola, 1 autoescola, 1 guixaire pintor, 1 lampisteria, 1 electricista i 1 restaurant.
L'any 2000 a Étricourt-Manancourt hi havia 14 explotacions agrícoles que ocupaven un total de 469 hectàrees.

## Poblacions més properes
El següent diagrama mostra les poblacions més properes.